# Iahidne, Oleksandria
Iahidne (în ucraineană Ягідне) este un sat în comuna Protopopivka din raionul Oleksandria, regiunea Kirovohrad, Ucraina.

## Demografie
Componența lingvistică a localității Iahidne
     Ucraineană (90,91%)
     Rusă (9,09%)
Conform recensământului din 2001, majoritatea populației localității Iahidne era vorbitoare de ucraineană (90,91%), existând în minoritate și vorbitori de rusă (9,09%).